# Professor
Professor ou docente é uma pessoa que se dedica profissionalmente à docência, seja de forma geral ou especializada em determinada área do conhecimento, assunto, disciplina acadêmica, ciência ou arte. Parte da função pedagógica do professor é facilitar a aprendizagem para que o aluno a alcance da melhor maneira possível. O termo professor vem do latim professus, que significa "aquele que declara em público". Para exercer a sua profissão, o professor deve possuir uma certa competência pedagógica geralmente adquirida através da experiência ou de uma formação especializada.
É uma das profissões mais importantes no mundo, tendo em vista que as demais, na sua maioria, dependem dela. Já Platão, na sua obra A República, alertava para a importância do papel do professor na formação do cidadão.
Segundo UNESCO, faltam 44 milhões de professores no mundo.

## Brasil
No Brasil, professor é o profissional que ministra aulas ou cursos em todos os níveis educacionais, a saber: educação infantil, ensino fundamental, ensino médio e ensino superior, e a educação profissional. 
No Brasil o Dia do Professor é comemorado em 15 de outubro, apesar de o Dia Mundial dos Professores celebrar-se a 5 de outubro, por sugestão da UNESCO.